# جونا هاو
جونا هاو (بالإنجليزية: Jonah Howe)‏ هو سياسي أمريكي، ولد في 2 يناير 1749 في الولايات المتحدة، وتوفي بنفس المكان في 2 يوليو 1826. انتخب عضو مجلس نواب ماساتشوستس.